# Гьоле
Гьоле, още Гьоли, Езерната река или Курти (на гръцки: Γκιόλε, Γκιόλι), е река в Егейска Македония, Гърция.

## Местоположение
Реката е единственият отток на Костурското езеро. Името ѝ произтича от турската дума göl - „езеро“. Изтича от езерото в южния му край, на 1,85 km източно от Дупяк (Диспилио) и западно от Кърпени (Крепени) и тече с меандри на юг. Минава под първокласния път от Костур за Клисура. Преминава покрай Здралци (Амбелокипи), Слимнища (Милица) и Ново Костараджа (Нео Костарадзи) и се влива в Бистрица (Алиакмонас) като неин ляв приток в местността Смикси.
Георги Христов пише за реката:
| „ | Недалеко от устието на последния (Беливод) р. Бистрица прибира Езерните води. Езерната река всякога пълноводна и постоянно бистра, тече изцяло из равна тихо по дълбочко корито, почти непроходимо. Тесен коридор го дели от голата камениста и скалиста Саракина планина. | “ |

На изтека на Гьоле от езерото е направена преграда от френски инженери в 1916 година. В 1932 година е построен бетонен шлюз с подвижни капаци, за да се контролира нивото на езерото. По-късно вратите са заменени с електрически, разположени на 550 m от бреговата линия на езерото, за да се отвежда вода в реката. Експериментално регулиране на вратите в 2016 година подобрява качеството на водите на езерото от лошо в 2014 година до средно в 2016 година.

## Флора и фауна
Коритото на потока е доста тясно по ширина и често прелива, което води до наводняване на околните райони. Потокът се движи в район на земеделски земи и само в тясна ивица по бреговете му има дървета, които образуват малка крайречна гора. Дърветата са елша, върба, ясен, бряст, черна топола и топола, а растителността е допълнена с къпини и шипки. Близо до езерото растат тръстика, папур и дзука, но също така и много водни растения, сред които водният кестен, воден орех, Najas marina, Azolla filiculoides, роголистниците Ceratophyllum demersum и C. submersum, Polygonum amphibium, Myriophyllum spicatum, Lemna gibba, Spirodella polyrrhiza и други. Интересни видове растат в близост до потока, като ирисовите блатна перуника, Ajuga chamaepitys, Consolida regalis paniculata, Verbascum phoeniceum, плюскавието Silene alba divaricata, обикновеният повет Clematis viticella, Polygonum arenarium, Erigeron acer, Malva sylvestris, поветицата Convolvulus holosericeus, Alisma plantago-aquatica, обикновена блатия, Galium palustre, Veronica anagalis-aquatica, Mentha aquatica, Nasturtium officinale и други.
Районът е важен за птичата фауна, тъй като в дърветата и храстите на потока много видове намират защита от откритите полета, докато близостта до езерото обогатява дивата природа и потока. Хищниците са малкият орел, черната каня, тръстиковият блатар, ливадният блатар, полският блатар, обикновеният мишелов, малкият ястреб, белошипата ветрушка, вечерната ветрушка, забулената сова, бухалът и други. В реката влизат, за да ловят голямата бяла чапла, сивата чапла, червената чапла, малката бяла чапла, нощната чапла, малкият воден бик и големият корморан. Лиски, зеленоножки и малки гмурци плуват в началото на потока. Богатството на фауната на птиците във и близо до потока се допълва с видове, като бели щъркели, посевни врани, гарвани, чавки, кукувици, черни бързолети, папуняци, обикновени пчелояди, чучулиги, качулати чучулиги, обикновени скорци, водни бъбрици, тръстикови шаварчета, жълти стърчиопашки, орехчета, ръждивогуши ливадарчета, сини синигери, червеногърби сврачки, кадънки, диви канарчета, обикновени чинки, черешарки, зеленогуши овесарки и сиви овесарки.
Земноводни в реката включват северни гребенести тритони, зелени крастави жаби, балкански жаби и дървесни жаби. Влечугите тук са европейски блатни костенурки, ивичести гущери, стенни гущери, змиегущери, вдлъбнаточели смоци, ивичести смоци, котешки змии, сиви водни змии и жълтоухи водни змии. От бозайниците в реката има видри и също така чуждите на биотопа американски норки, спасени от кожухарската промишленост в района от безотговорни „еколози“. Американската норка е изключително експанзивен и адаптивен вид с отрицателно въздействие върху популациите на местните видове на езерото, като видри, европейска норка, водни плъхове, земеровки, както и върху тези на десетки видове птици. Фауната на бозайниците се допълва от диви котки, язовци, невестулки, лисици, къртици и таралежи.
Рибната фауна на реката е особено богата и включва видове, които живеят в езерото и в Бистрица: много щуки (Esox lucius), лин (Tinca tinca), бабушки (Rutilus rutilus), платичета (Rhodeus meridionalis), европейска змиорка (Anguilla anguilla), слънчеви риби (Lepomis gibbosus), македонски речни кефали (Squalius vardarensis), македонски мрени (Barbus macedonicus), черни мрени (Barbus balcanicus), блескавци (Alburnoides bipunctatus), Vimba melanops, Pseudorasbora parva и Pachychilon macedonicum.